# 와이마테

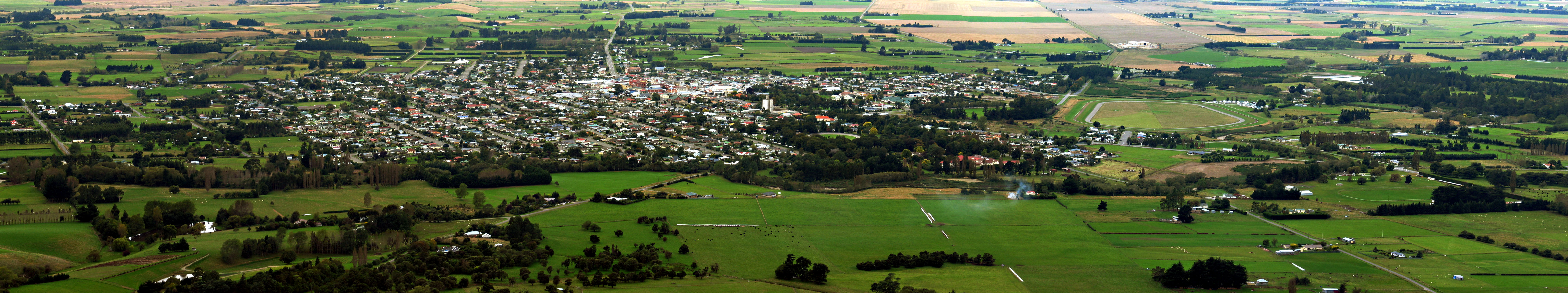
와이마테 파노라마

와이마테(Waimate)는 뉴질랜드 남섬 캔터베리 지방 남부에 위치한 작은 도시로, 크라이스트처치에서 약 214km 정도 떨어진 내륙 지역에 위치한다. 인구는 7,206명(인근 농촌 지대에 거주하는 인구를 포함하며 2006년 뉴질랜드 통계청이 발표한 인구조사 자료를 기준으로 함)이다.